# Микадзе
Микадзе (груз. მიქაძე, მიქაძეები) — грузинский (мегрельский и картлийский) и российский княжеский и дворянский род. 

## Происхождение
По всей видимости, сванского происхождения. 
По сведениям историка Абесалома Тугуши, род князей Микадзе — один из древнейших родов в Мегрелии, первое упоминание о котором относится к XIII-XIV векам. В закладной надписи на колокольне церкви Иоанна Крестителя в селе Эки упоминается Георгий Микадзе, «скудными стараниями» которого была возведена эта колокольня.
Академик Э. С. Такаишвили при описании небольшой церкви, посвящённой Архангелу Михаилу и находившейся в селе Мухели в Ленджерском округе Сванетии, приводит надпись под фрескою, на которой изображён «в грузинской одежде и планом церкви в руках Микас-дзе эристав Звиад и его супруга Натэла» (მიქას ძე ერისტავი ზვიადი... ნათელ მეუღლე). Такаишвили не датировал надпись, но, судя по одежде и головному убору эристава Звиада Микадзе, можно предположить, что фреска и надпись относятся к XIV веку.
Историк Дмитрий Бакрадзе при описании церкви святого Георгия в местечке Гамочинебули в Гурии, сообщает, что старинный крест, сохранившийся в церкви, содержит несколько надписей с упоминаниями донатаров, среди которых выделяется упоминание Афросиоба Микадзе, жившего, по всей видимости, в первой половине  XVI века, так как в других надписях на кресте упоминается владетель Гурии Мамия I Гуриели (ум. 1534 г.) и влиятельные князья того времени Джавах и Шедан Чиладзе.

## История рода

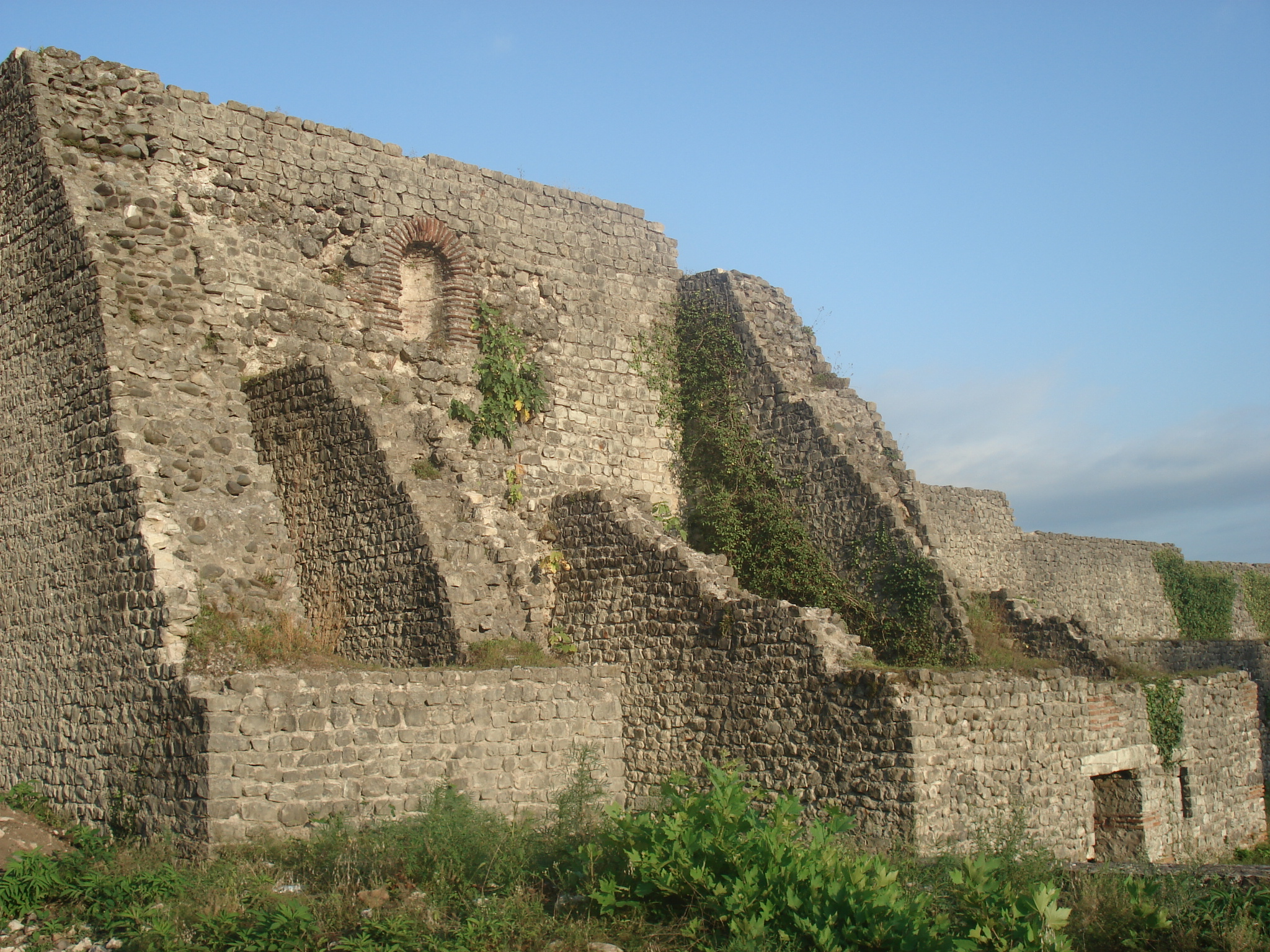
Развалины крепости в Нокалакеви

Князья Микадзе относились к категории диди тавади (დიდი თავადი). Микадзе наследственно принадлежали должности моуравов Чаладиди и Нокалакеви и мдиванбегов (членов суда) Чаладиди. 
Первое упоминание рода Микадзе в бумажных источниках относится к 1582 году. В письме к владетелю Мегрелии (по всей видимости Георгию III Дадиани) упоминается «великий князь Потийский и Анаклийский, моурав чаладидский и нокалакевский Бежан Микадзе» вместе с братьями Бекой, Кацией и Петром. Князя Беку Микадзе, старшего брата Бежана, как сообщается в письме, «поймав, бичвинтские татары, и взяв с собою, превратили в магометанский закон и сделали его пашою». 
Потомки князя Бежана Микадзе, князь Сехния Микадзе и его старший сын Бежан, 2 декабря 1803 года поставили свои подписи под «Просительными пунктами и клятвенным обещанием мингрельского князя Дадиана при вступлении в подданство России». На основании этого документа потомки князя Сехнии Микадзе (его сыновей от первого брака — Бежана, Георгия, Григория и Дмитрия, и его сыновей от второго брака с княжной Дареджан Накашидзе — Константина и Манучара) были признаны в княжеском достоинстве Российской империи в 1867 году после окончательного упразднения автономии Мегрельского княжества.
Князь Пётр Микадзе, младший брат Бежана, был отправлен в сопровождение одного из грузинских царей (по всей видимости Симона I) в Картли, где стал родоначальником картлийской ветви рода. Его потомки находились на духовной службе и были наследственными протоиереями тбилисского Сионского кафедрального собора. В числе потомков Петра Микадзе были митрополиты Евфимий Тбилели (ум. 1740 г.) и Амбросий Некресели (1728-1812), а также грузинский писатель и государственный деятель Иессей Осесдзе/Микадзе, более известный как Иессей Бараташвили. Известные потомки Иессея Бараташвили — князь Иосиф Александрович Баратов (1872—1937), адвокат, присяжный поверенный, депутат Государственной думы I созыва от Тифлисской губернии, и князь Николай Николаевич Баратов (1865—1932), русский генерал от кавалерии.    
Существовала также нетитулованная дворянская ветвь рода Микадзе. В дворянском (но не княжеском) достоинстве Российской империи признавались потомки Бучуа Микадзе.
Князьям Микадзе в Средние века принадлежали крепости Поти, Анаклия и Чаладиди, а также обширные владения в окрестностях крепости Нокалакеви. Владения Микадзе начинались на границе Мегрелии и Имеретии (восточной границей была река Цхенисцкали) и тянулись с востока на запад вплоть до моря по обеим сторонам реки Риони.

## Дворянские роды — вассалы
Микадзе (дворянская ветвь), Берзени, Бокерия, Гвамичава, Гвичия, Иоселиани, Коркия, Мелия, Топуридзе, Чачава, Шаламберидзе и др.

## Описание герба
Щит четверочастный. В первой, золотой части, лазуревый лапчатый крест. Во второй части, волнообразно пересечённой червленью и лазурью, вверху серебряная мурованная крепость о двух башнях, с открытыми воротами, внизу три повышенных узких волнистых серебряных пояса. В третьей, червлёной, части серебряная мурованная зубчатая стена, над коей золотое руно. В четвёртой, серебряной, части, поверх трёх натуральных рогозов лазуревый волнистый пояс, обременённый золотым шествующим фазаном. 
Щитодержатели: два обернувшихся чёрных медведя с червлёными когтями и языками. 
Девиз: «Ввергнешь в пучину морскую все грехи наши» серебряными буквами на червлёной ленте. 
Герб украшен багряною, подбитой горностаем, мантиею с золотыми шнурами, кистями и бахромою и увенчан княжескою короною.

## Известные представители рода

### Мегрельская ветвь
- Микадзе Бежан (XVI век) — великий князь Потийский и Анаклийский, чаладидский и нокалакевский моурав.
- Микадзе Леван (около 1700 г.) — князь, зять владетельного князя Мегрелии Бежана I Дадиани.
- Микадзе Сехния — тавади, чаладидский моурави (конец XVIII — начало XIX вв.). В 1803 году вместе с владетельным князем Мегрелии Григорием Дадиани присягнул на верность России[8].
- Микадзе Симон Бежанович (1793 — 1854) — князь, чаладидский моурави (1827 — 1829).
- Микадзе Александр Дмитриевич (1804 — 1851?) — князь, чаладидский моурави, поручик, был женат (1829) на Нине Бериевне Геловани (1804 - ?), дочери лечхумского сардал-моурава[8].
- Микадзе Константин (Коста) Сехниевич (1816 — после 1866) — упомянут в списке тавадов 1866 года вместе с сыном Михаилом и дочерью Тевдонией; житель селения Самикао Сенакского уезда. Женат на Мзехе Григорьевне (ок. 1824 — после 1868)[8].
- Микадзе Манучар Сехниевич (ок. 1821 — после 1895) — начальник таможни в Батуми. Женат на Баталии Папуевне Лордкипанидзе (ок. 1829 — после 1890). Окончательно утверждён в княжеском достоинстве определением Сената 8 июня 1895 года (указ 24.06.1895 г. № 3189). Внесён в V часть родословной книги Кутаисской губернии[8].
- Микадзе Николай, он же Рамин (Роман) Симонович (ок. 1840 — 1917) — внесён в список тавадов 1866 года вместе с женой, 19-летним братом Бежаном и старшей сестрой Елизаветой (30 лет). Женат на Тео Ивановне М. (ок. 1840 — ?)[8].
- Микадзе Александр (он же Алексей) Матвеевич (Манучарович) (ок. 1862 — 1925) — коллежский секретарь, в 1897 году — секретарь Орджохской конторы. Женат на дворянке Ольге Алексеевне Гогоберидзе (? – 1961). Был сопричислен к роду определением Кутаисского дворянского собрания 4 октября 1697 года. Внесён в V часть родословной книги Кутаисской губернии[8].
- Микадзе Николай Александрович (? — до 1866) — князь, полковник, участник Кавказской кампании Крымской войны (1853 — 1856 гг.), мсахуртухуцеси при дворе правительницы Мегрелии Екатерины Чавчавадзе-Дадиани. В списке тавадов 1866 года упоминается его 24-летняя вдова княгиня Екатерина Петровна (ок. 1841 — после 1891), урождённая княжна Дадиани[8].
- Микадзе Иван Раминович (1868 — 1924) — князь, частный поверенный, секретарь Городской Думы города Сухуми в 10-х годах XX века.  Женат на мегрельской дворянке Армиде Семеновне Топуридзе[8].
- Микадзе Георгий Александрович (1896 — 1981) — работал начальником планово-финансового отдела Министерства местной промышленности Аджарии. Женат на Татьяне Михайловне Фроловой (1899 — 1980)[8].
- Микадзе Серей Александрович (? — 1938) — арестован НКВД и расстрелян[8].
- Микадзе Севериан Сардионович (? — 1942) — майор, участник Великой Отечественной войны. Погиб под Новороссийском, похоронен в Сухуми[8].
- Микадзе Иван Иванович (28.03.1902, Сухуми — 13.07.1978, Поти) — футболист, директор стадиона в Поти. Был женат на Маргарите Михайловне Аляхиной (6.08.1909 — 12.12.1994)[8].
- Микадзе Нодар Валерьянович (1927 — 2005) — архитектор[8], академик.

### Картлийская ветвь
- Микадзе Микел Иессеевич — священник, приближённый царя Вахтанга VI, первый издатель «Витязя в барсовой шкуре» Шоты Руставели, изданного в 1712 году.
- Микадзе Заза Иессеевич (Евфимий Тбилисский) — митрополит Тбилисский.
- Амбросий (Микадзе) (в миру Захарий; 1728—1812) — митрополит Некресский, грузинский церковный деятель, проповедник и поэт[8].
- Микадзе Николай Габриэлович (1720—1786) — брат Амбросия Микадзе, протоиерей Сионского собора, известный грузинский каллиграф[8].
- Микадзе Иессей Иосифович (Иесе Осешвили или Осесдзе) — двоюродный брат Амбросия Микадзе, с 1764 года носил фамилию Бараташвили[8].
- Микадзе Иоанн Иосифович (1750—1801) — двоюродный брат Амбросия Микадзе, протоиерей Сионского собора, ректор Тбилисской духовной семинарии[8].